# 寓言 (小说)
《寓言》（英語：A Fable）是威廉·福克纳於1954年寫的一部反战小说。

## 情節
1918年法军的一个班长鼓动全团的士兵抗命了停止对德军的攻击，然而其中一名士兵被收买，导致班长举起追随者被捕。班长在百般引诱之下仍不改初衷，最终在耶稣受难日那天被处决，可是次日，他的尸体不翼而飞。部队把一具别人的尸体埋在他的墓中，墓地上不断有人来悼念。